# Рылово (Грязовецкий район)
Рылово — деревня в Грязовецком районе Вологодской области России.
Входит в состав Перцевского муниципального образования, с точки зрения административно-территориального деления — в Перцевский сельсовет.
Расстояние по автодороге до районного центра Грязовца — 8 км, до центра муниципального образования Слободы — 18 км. Ближайшие населённые пункты — Большие Дворища, Аксеново, Рамешки.
По данным переписи в 2002 году постоянного населения не было.